# Sandbäckshultegölen
Sandbäckshultegölen är en sjö i Mönsterås kommun i Småland och ingår i Alsteråns huvudavrinningsområde. Sjön är 2,4 meter djup, har en yta på 0,027 kvadratkilometer och befinner sig 46 meter över havet. Vid provfiske har bland annat abborre, braxen, gers och gädda fångats i sjön.

## Fisk
Vid provfiske har följande fisk fångats i sjön:
- Abborre
- Braxen
- Gärs
- Gädda
- Löja
- Mört
- Sarv